# Provocarea de la Barletta (1503)
Provocarea de la Barletta a fost un duel între 13 cavaleri francezi și alți 13 cavaleri italieni care a avut loc la 13 februarie 1503 în apropierea orașului napolitan Barletta, în cadrul Războiului Neapolelui. Înfruntarea s-a terminat cu victoria italienilor.
În istoriografia spaniolă, această înfruntare se confundă uneori cu provocarea de la Barletta din 1502, care a avut loc între 11 spanioli și 11 francezi în același context istoric. 

## Context
În anul 1500 regii Ludovic al XII-lea al Franței și Ferdinand al II-lea de Aragon au semnat Tratatul de la Granada, prin care ambii au convenit să împartă în mod egal Regatul Neapolelui, aflat încă sub domnia lui Frederic I. În anul următor, trupele franceze au intrat pe teritoriul napolitan din nord, în timp ce armatele spaniole au făcut-o prin sud; Frederic I a fost detronat și regatul său a fost împărțit între Franța și Coroana de Aragon. 
În scurtă vreme, au izbucnit neînțelegeri între cele două forțe de ocupație cu privire la interpretarea tratatului, nestabilindu-se cui aparține fâșia de mijloc care separa posesiunile celor două state. În vara anului 1502, armata franceză condusă de Luis de Armagnac a ajuns la înfruntări armate cu trupele spaniole de sub comanda lui Gonzalo Fernández de Córdoba care, în inferioritate numerică față de cele franceze, au atras de partea lor pe mercenarii angajați de familia Colonna, care se aflaseră anterior în slujba lui Frederic I.  
În timpul primelor faze ale acestui conflict, forțele franceze s-au deplasat spre sud și au ocupat partea atribuită spaniolilor prin Tratatul de la Granada, care s-a redus la câteva porțiuni din Calabria și Apulia. Gonzalo Fernández de Córdoba și corpul principal al armatelor sale au fost asediați în orașul Barletta.

## Provocarea
Într-o încăierare petrecută în apropierea orașului Trani, trupele lui Diego de Mendoza au luat mai mulți prizonieri francezi, printre care și pe nobilul Charles de Torgues, supranumit Guy la Motte, care a fost dus la Barletta. Acesta, în cursul unei conversații purtate în captivitate cu mai mulți spanioli, a criticat lașitatea italienilor în timpul luptelor; spaniolul Íñigo López de Ayala și-a apărat camarazii de arme italieni care, fiind informați de afirmațiile francezului, au cerut satisfacție pentru ofensa adusă onoarei lor, provocându-i pe ostaticii francezi la duel.  
Cele două părți în conflict au schimbat ostatici cu condiția respectării condițiilor de luptă, au fost numiți patru judecători de fiecare parte  și s-a stabilit un loc de duel între Andria și Corato , în care s-a delimitat terenul de luptă ca fiind un cerc cu diametru de o optime de milă din care participanții nu aveau voie să iasă. În conformitate cu condițiile convenite, cavalerul care va fi învins, se va preda sau va muri își va pierde armele și calul și va plăti învingătorului 100 de ducați.
La 13 februarie  1503, cei 13 cavaleri francezi aleși pentru a lupta și conduși chiar de la Motte s-au înfruntat pe câmpul de luptă cu cei 13 italieni conduși de Ettore Fieramosca, care au fost aleși din companiile lui Prospero și Fabrizio Colonna.  
|                  |                      |                        |                  |  |
| Blazonul Italiei | Cavaleri italieni    | Cavaleri francezi      | Blazonul Franţei |  |
| Blazonul Italiei | Ettore Fieramosca    | Charles de Torgue      | Blazonul Franţei |  |
| Blazonul Italiei | Ludovico Abenavoli   | Gran Jean Dast †       | Blazonul Franţei |  |
| Blazonul Italiei | Mariano Abignente    | Eliot de Baraut        | Blazonul Franţei |  |
| Blazonul Italiei | Guglielmo Albamonte  | Girout de Forses       | Blazonul Franţei |  |
| Blazonul Italiei | Giovanni Brancaleone | Marc de Frignes        | Blazonul Franţei |  |
| Blazonul Italiei | Giovanni Capoccio    | Sacet de Jacet         | Blazonul Franţei |  |
| Blazonul Italiei | Marco Corollario     | Jacques de la Fontaine | Blazonul Franţei |  |
| Blazonul Italiei | Fanfulla da Lodi     | Naute de la Fraise     | Blazonul Franţei |  |
| Blazonul Italiei | Ettore Giovenale     | Jacques de la Guignes  | Blazonul Franţei |  |
| Blazonul Italiei | Miale da Troia       | Martellin de Lambris   | Blazonul Franţei |  |
| Blazonul Italiei | Pietro Riczio        | Jean de Landes         | Blazonul Franţei |  |
| Blazonul Italiei | Romanello da Forlì   | Pierre de Liaye        | Blazonul Franţei |  |
| Blazonul Italiei | Francesco Salamone   | François de Pisa       | Blazonul Franţei |  |

În timpul luptei, italienii i-au învins cu ușurință pe francezi. Unul dintre aceștia din urmă a fost ucis , un altul a fost rănit, iar restul s-au predat. Francezii, siguri de victoria lor, au sosit pe câmpul de luptă fără nici un ban, așa că italienii i-au dus ca ostatici în orașul Barletta. După patru zile, s-au plătit 1.300 de ducați (100 pentru fiecare francez), iar cavalerii au fost eliberați.

## Prezentări ale evenimentelor în lucrări literare și cinematografice
Provocarea de la Barletta a servit ulterior ca sursă de inspirație pentru numeroase opere literare și cinematografice:
- În 1835 Massimo D'Azeglio a publicat Ettore Fieramosca o la disfida di Barletta.
- Regizorul Alessandro Blasetti a realizat filmul "Ettore Fieramosca" în 1938, lăudând patriotismul italian în perioada fascismului.
- În 1975 Bud Spencer a interpretat rolul principal în comedia "Cei 13 de la Barletta", film de ficțiune bazat pe evenimentele petrecute în 1503.

## Imagini

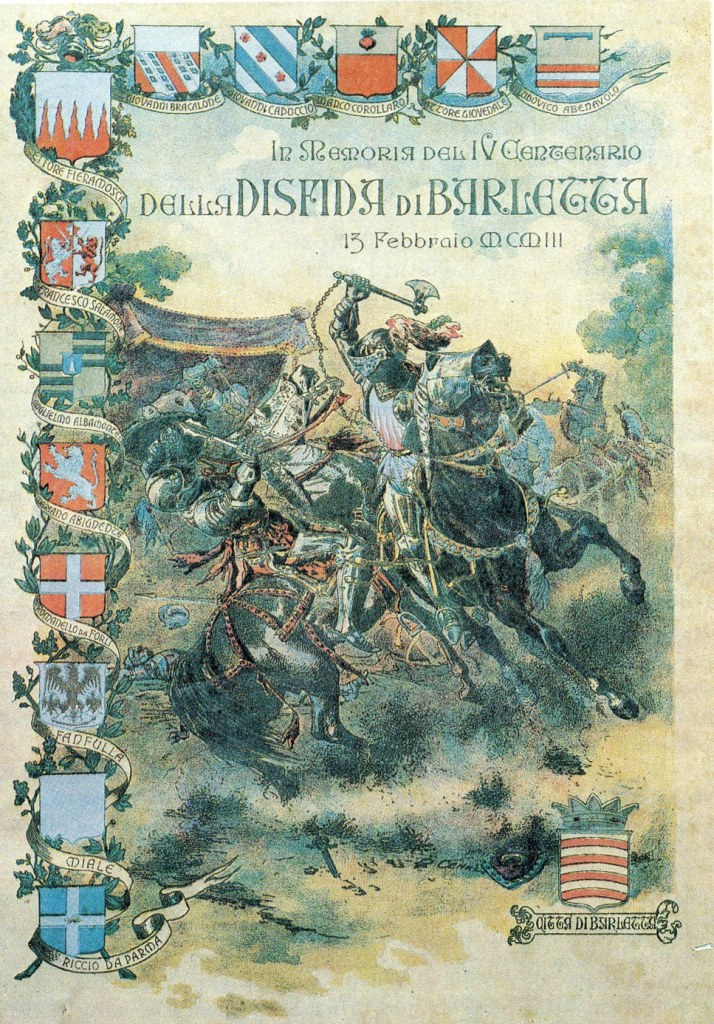
Poster comemorativ pentru al patrulea centenar al duelului
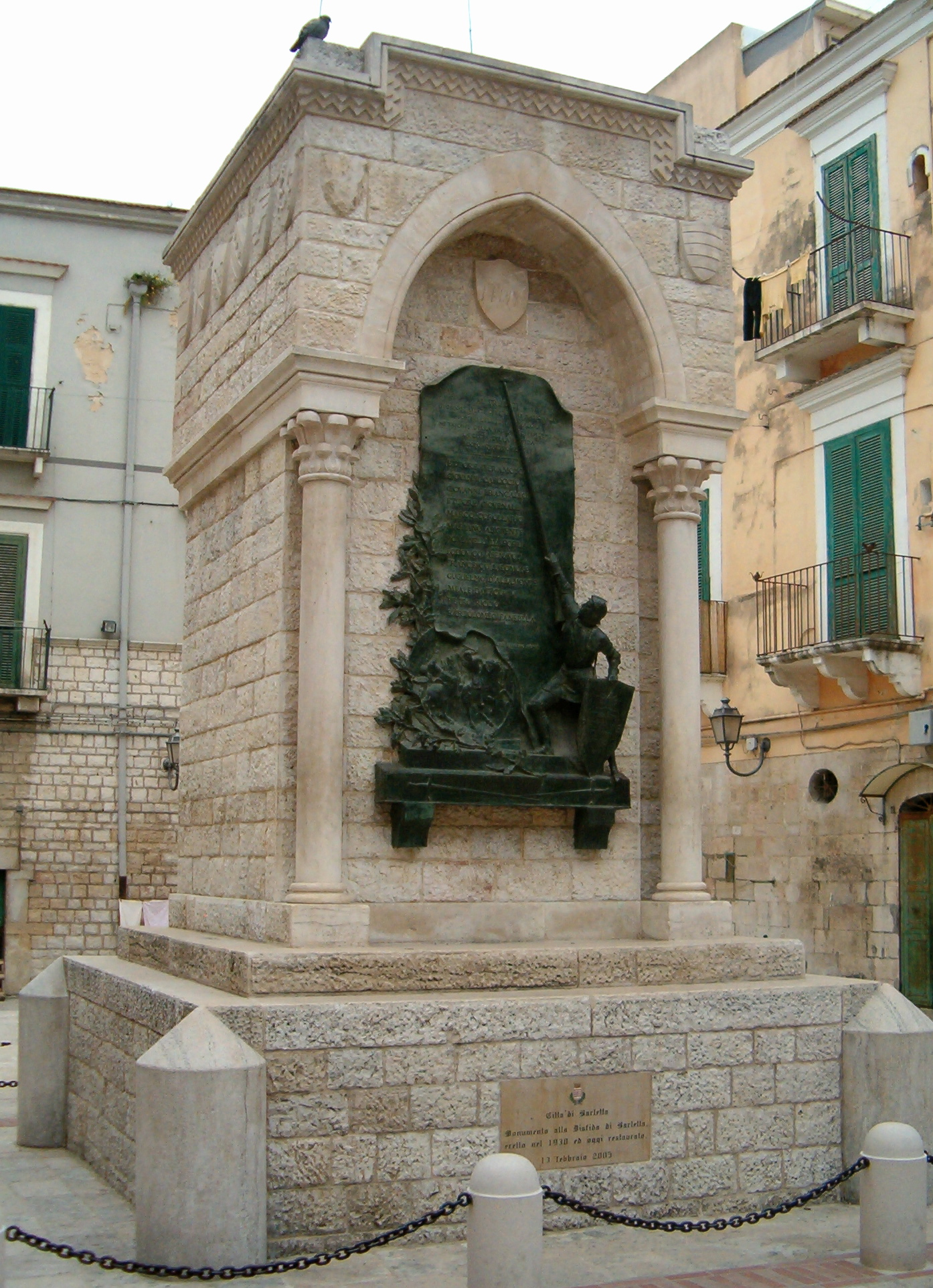
Monument ridicat în amintirea provocării de la Barletta
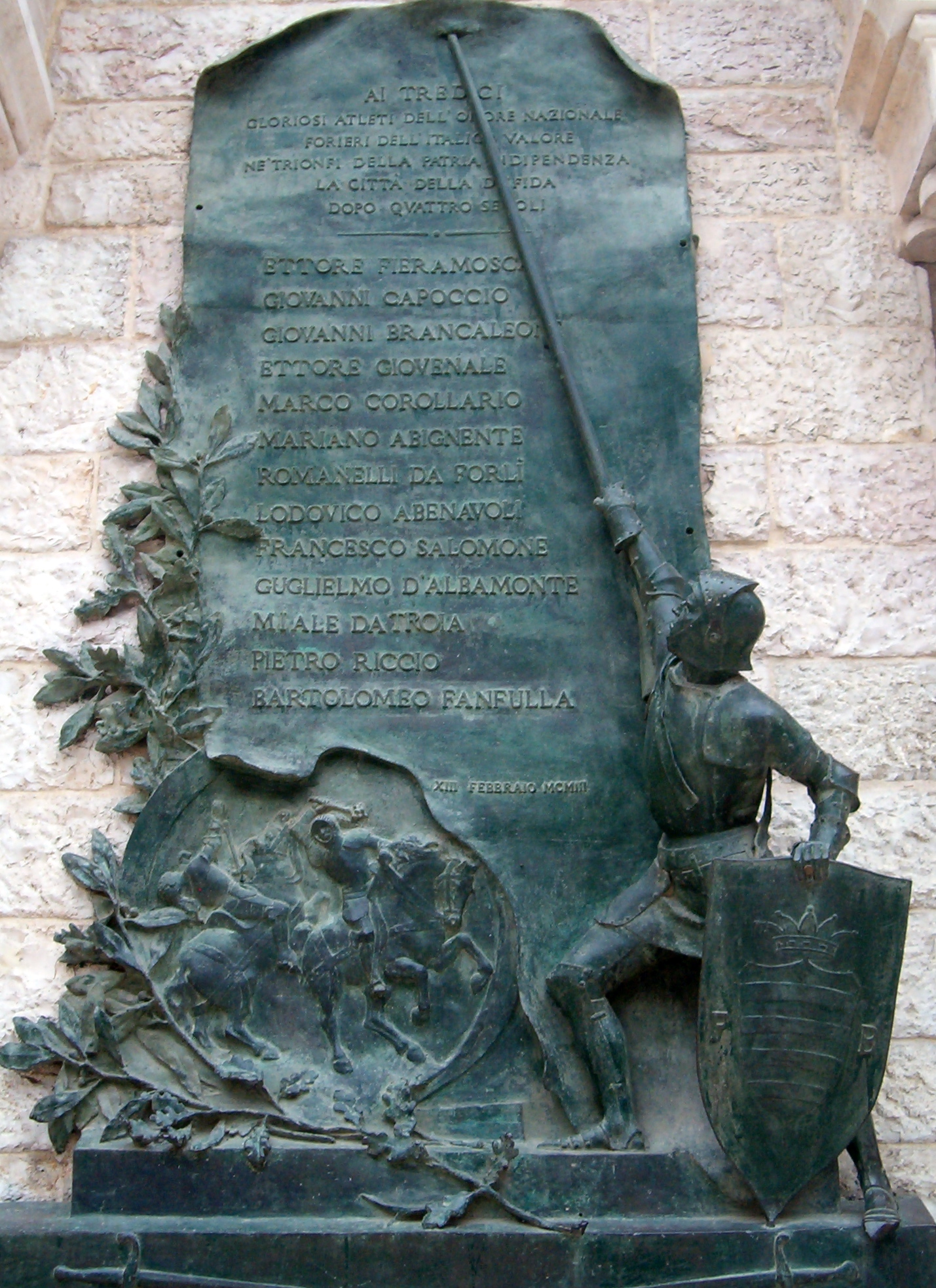
Detaliu de pe monumentul din Barletta